# Springhead Park
Springhead Park är en park i Rothwell, en förort till Leeds. Den ligger i West Yorkshire i England, i den centrala delen av landet.
Kustklimat råder i trakten.